# Gustavo Mazè de la Roche
Gustavo Mazè de la Roche (Torino, 27 luglio 1824 – Torino, 29 marzo 1886) è stato un generale e politico italiano.
Fu senatore del regno d'Italia nella XIII legislatura.
Fu comandante di una divisione del Corpo d'osservazione dell'Italia centrale nel quadro dei preparativi per la presa di Roma.
Fu Ministro della Guerra del Regno d'Italia nel Governo Depretis III.